# Вільна митна зона
Вільна митна зона — це митний режим, відповідно до якого іноземні товари ввозяться на територію вільної митної зони та вивозяться з цієї території за межі митної території України із звільненням від оподаткування митними платежами та без застосування заходів нетарифного регулювання зовнішньоекономічної діяльності, а українські товари ввозяться на територію вільної митної зони із оподаткуванням митними платежами та застосуванням заходів нетарифного регулювання.
Товари, поміщені в митний режим вільної митної зони, протягом усього строку перебування у цьому режимі перебувають під митним контролем.